# September (2008)
September è un album della cantante pop svedese September.
Si tratta del primo album della cantante pubblicato negli Stati Uniti, in Canada e in Australia e conteneva tracce già inserite nel secondo e terzo album della cantante, In Orbit e Dancing Shoes.
La pubblicazione di questo disco è avvenuta nel 2008, in date diverse a seconda dei paesi; è uscito il 26 febbraio negli Stati Uniti per l'etichetta discografica Robbins, il 23 settembre in Canada per la Awesome Music e la Robbins ed il 14 novembre per la Central Station.
In questi paesi, il disco è stato promosso dai brani Satellites e Cry for You, di gran successo radiofonico nel 2006 e nel 2007, e da una nuova versione di Can't Get Over, già pubblicato come singolo tratto da Dancing Shoes.

## Tracce
CD (Robbins 76869-75080-2 [us] / EAN 0768697508024)
1. Cry for You – 3:30 (Jonas von der Burg, Anoo Bhagavan, Niclas von der Burg)
2. Satellites – 3:07 (Jonas von der Burg, Anoo Bhagavan, Niclas von der Burg)
3. Can't Get Over – 3:00 (Jonas von der Burg, Anoo Bhagavan, Niclas von der Burg)
4. Flowers on the Grave – 4:15 (Jonas von der Burg, Anoo Bhagavan, Niclas von der Burg)
5. My Neighbourhood – 3:03 (Jonas von der Burg, Anoo Bhagavan, Niclas von der Burg)
6. Sad Song – 2:55 (Jonas von der Burg, Anoo Bhagavan, Niclas von der Burg)
7. Until I Die – 3:42 (Jonas von der Burg, Anoo Bhagavan, Niclas von der Burg)
8. Because I Love You – 3:13 (Jonas von der Burg, Anoo Bhagavan, Niclas von der Burg)
9. Candy Love – 2:44 (Jonas von der Burg, Anoo Bhagavan, Niclas von der Burg)
10. Taboo – 3:42 (Jonas von der Burg, Anoo Bhagavan, Niclas von der Burg)
11. Looking for Love – 3:23 (Jonas von der Burg, Anoo Bhagavan, Niclas von der Burg)
12. Midnight Heartache – 3:43 (Donna Weiss, Jonas von der Burg, Anoo Bhagavan, Jackie DeShannon, Niclas von der Burg)
13. Freaking Out – 3:22 (Jonas von der Burg, Anoo Bhagavan, Niclas von der Burg)
14. R.I.P. – 3:47 (Jonas von der Burg, Anoo Bhagavan, Niclas von der Burg)

Durata totale: 47:26